# Condé-sur-Aisne
Condé-sur-Aisne je francouzská obec v departementu Aisne v regionu Hauts-de-France. V roce 2011 zde žilo 417 obyvatel.

## Sousední obce
Celles-sur-Aisne, Ciry-Salsogne, Chassemy, Chivres-Val, Missy-sur-Aisne, Sermoise

## Vývoj počtu obyvatel
Počet obyvatel 